# Een verstokt necrofiel
Een verstokt necrofiel. Brieven 1973-1979 is de in 2007 gepubliceerde briefwisseling tussen Kees Lekkerkerker en Hans Warren.

## Geschiedenis
De letterkundige onderzoeker Kees Lekkerkerker (1910-2006) en de dichter, criticus en dagboekschrijver Hans Warren (1921-2001) ontmoetten elkaar voor het eerst vlak na de Tweede Wereldoorlog. Lekkerkerker werkte toen vooral aan de uitgave van de Verzamelde werken van J. Slauerhoff (1898-1936) van wie hij na diens dood van de erven de scheepskist met handschriften had ontvangen, waaruit nog in 2010 konden worden gepubliceerd: Icarus. Vier nagelaten gedichten en Het potlood in de hand. Vijf gedichten uit de scheepskist van J. Slauerhoff.
Als redactiesecretaris van het tijdschrift De Gids had Lekkerkerker opnieuw contact met Warren. Een volgend contact werd gelegd in verband met het bibliografisch kaartsysteem van het Nederlands Letterkundig Museum waar hij aan meewerkte (voor de reeks Mededelingen van de documentatiedienst). De bibliografie van Warren werd samengesteld door Lekkerkerker en daarvoor verzocht de laatste (schriftelijk) de dichter in Kloetinge te bezoeken; en zo gebeurde, in 1973. Warren doet daarvan ook verslag in zijn bekende, gepubliceerde dagboeken. Na alle precieze opmetingen, en wat dies meer zij, voor deze bibliografie, ontstond een briefwisseling. Warren schreef daarover in zijn dagboek: "Kees Lekkerkerker behoort tot de grilligste en grappigste correspondenten die ik ken".
De briefwisseling erna betrof ook de bibliografie; in 1987 vond het laatste bezoek plaats van Lekkerkerker aan Kloetinge. In 1978 had Warren zijn latere levenspartner Mario Molegraaf ontmoet met wie hij daarna ging samenwonen. De correspondentie nam in de jaren daarna sterk af. Lekkerkerker en Warren ontmoetten elkaar nog wel op bijvoorbeeld recepties, zoals bij de uitreiking van de P.C. Hooft-prijs in 1993 aan Gerrit Komrij (1944-2012).

### Uitgave
In 2007 verscheen de briefwisseling tussen Lekkerkerker en Warren, bezorgd en ingeleid door Menno Voskuil; het betreft hier de eerst gepubliceerde brieven van Hans Warren. De titel van de uitgave is ontleend aan de benaming die Warren aan Lekkerkerker gaf: hij hield zich immers alleen met dode letterkundigen bezig. De uitgave werd handgedrukt door Jan Keijser van de Avalon Pers te Woubrugge. De oplage was 90 exemplaren: 75 arabisch genummerde exemplaren werden ingenaaid, 15 romeins genummerde exemplaren werden gedrukt op handgeschept Losin en gebonden in halfleer door Binderij Phoenix te Middelburg; van de luxe exemplaren werden er enkele op naam gedrukt.